# Phalaenopsis natmataungensis
Espèce
Classification phylogénétique
Phalaenopsis natmataungensis est une espèce d'orchidées du genre Phalaenopsis découverte en 2010 dans un parc de Birmanie.
Synonyme :
- Doritis natmataungensis, T.Yukawa, Nob.Tanaka & J.Murata (2010). (Basionyme)[3]

## Description générale
Il s'agit d'une espèce aphylle.

## Écologie
origines : Parc national de Nat Ma Taung en Birmanie (endémique)